# Джойс ДіДонато
Джойс ДіДонато (англ. Joyce DiDonato; нар. 13 лютого 1968, Прері-Вілледж, США) — американська оперна співачка (меццо-сопрано).

## Особисте життя
Джойс Флаерті вийшла заміж за Алекса ДіДонато, від якого вона отримала своє прізвище, у 21 рік. Вони розлучилися, провівши разом 14 років. Вона познайомилася з італійським диригентом Леонардо Вордоні на оперному фестивалі в Россіні в 2003 році й закохалася з першого погляду. Вони одружилися в серпні 2006 року в готелі The Venetian Лас-Вегасу на гондолі під час вистав Cendrillon в Santa Fe Opera і проживали в одному з будинків у Канзас-Сіті, Канзас. Їх шлюб закінчився в 2013 році.